# 玉名バイパス
玉名バイパス（たまなバイパス）は、熊本県玉名市を通る国道208号のバイパスである。

## 概要
玉名市中心部の混雑緩和を目的に1974年（昭和49年）に事業化され、2011年（平成23年）2月26日に全線開通した。

### 路線データ
- 起点：玉名市寺田字榎原（寺田交差点）
- 終点：玉名市岱明町開田（開田交差点）
- 距離：8.5km
- 幅員：25.25m（暫定2車線）

## 地理

### 通過する自治体
- 玉名市

### 交差する道路
| 交差する道路                | 交差する場所 | 植木から (km) |
| --------------------------- | ------------ | ------------- |
| 県道347号寺田岱明線         | 寺田         |               |
| 県道16号玉名山鹿線          | 河崎         |               |
| 県道6号玉名立花線           | 両迫間       |               |
| 県道4号玉名八女線           | 玉名         |               |
| 県道165号玉名停車場立願寺線 | 立願寺       |               |
| 県道347号寺田岱明線         | 岱明町開田   |               |